# Ormes (Saona i Loira)
Ormes és un municipi francès, situat al departament de Saona i Loira i a la regió de Borgonya - Franc Comtat. L'any 2007 tenia 496 habitants.

## Demografia

### Població
El 2007 la població de fet d'Ormes era de 496 persones. Hi havia 196 famílies, de les quals 48 eren unipersonals (40 homes vivint sols i 8 dones vivint soles), 64 parelles sense fills, 72 parelles amb fills i 12 famílies monoparentals amb fills.
La població ha evolucionat segons el següent gràfic:
Habitants censats

### Habitatges
El 2007 hi havia 287 habitatges, 199 eren l'habitatge principal de la família, 72 eren segones residències i 16 estaven desocupats. 279 eren cases i 7 eren apartaments. Dels 199 habitatges principals, 163 estaven ocupats pels seus propietaris, 32 estaven llogats i ocupats pels llogaters i 4 estaven cedits a títol gratuït; 2 tenien una cambra, 10 en tenien dues, 26 en tenien tres, 58 en tenien quatre i 103 en tenien cinc o més. 152 habitatges disposaven pel capbaix d'una plaça de pàrquing. A 63 habitatges hi havia un automòbil i a 128 n'hi havia dos o més.

### Piràmide de població
La piràmide de població per edats i sexe el 2009 era:
| Homes | Edats   | Dones |
| ----- | ------- | ----- |
| 0     | 95 o +  | 0     |
| 0     | 90 a 94 | 0     |
| 8     | 85 a 89 | 4     |
| 0     | 80 a 84 | 4     |
| 4     | 75 a 79 | 12    |
| 12    | 70 a 74 | 16    |
| 12    | 65 a 69 | 12    |
| 8     | 60 a 64 | 16    |
| 8     | 55 a 59 | 0     |
| 32    | 50 a 54 | 12    |
| 28    | 45 a 49 | 20    |
| 12    | 40 a 44 | 36    |
| 12    | 35 a 39 | 8     |
| 8     | 30 a 34 | 12    |
| 4     | 25 a 29 | 0     |
| 28    | 20 a 24 | 0     |
| 36    | 15 a 19 | 16    |
| 8     | 10 a 14 | 16    |
| 20    | 5 a 9   | 4     |
| 0     | 0 a 4   | 4     |

## Economia
El 2007 la població en edat de treballar era de 315 persones, 221 eren actives i 94 eren inactives. De les 221 persones actives 208 estaven ocupades (125 homes i 83 dones) i 13 estaven aturades (4 homes i 9 dones). De les 94 persones inactives 34 estaven jubilades, 18 estaven estudiant i 42 estaven classificades com a «altres inactius».

### Ingressos
El 2009 a Ormes hi havia 198 unitats fiscals que integraven 495 persones, la mediana anual d'ingressos fiscals per persona era de 18.048 €.

### Activitats econòmiques
Dels 8 establiments que hi havia el 2007, 4 eren d'empreses de construcció, 1 d'una empresa de comerç i reparació d'automòbils, 2 d'empreses de serveis i 1 d'una empresa classificada com a «altres activitats de serveis».
Dels 4 establiments de servei als particulars que hi havia el 2009, 1 era un paleta, 2 guixaires pintors i 1 fusteria.
L'any 2000 a Ormes hi havia 10 explotacions agrícoles que ocupaven un total de 511 hectàrees.

## Equipaments sanitaris i escolars
El 2009 hi havia una escola elemental integrada dins d'un grup escolar amb les comunes properes formant una escola dispersa.

## Poblacions més properes
El següent diagrama mostra les poblacions més properes.